# Полет 143 на „Еър Канада“
Полет 143 на „Еър Канада“ (известен като „Гимли Глидър“) е канадски редовен вътрешен пътнически полет между Монреал и Едмънтън, с междинно кацане в Отава. На 23 юли 1983 г., самолетът „Боинг 767-233“, който изпълнява полета, изчерпва горивото си на височина от 12 500 м, по средата на маршрута. Екипажът на полета успешно управлява машината до аварийно кацане в бивша база на Кралските канадски военновъздушни сили в Гимли, Манитоба, която вече е превърната в състезателна писта „Гимли Моторспортс Парк“. Това не довежда до сериозни наранявания на пътници или хора на земята, а само до незначителни щети по самолета, който е ремонтиран и остава в експлоатация до 2008 г. Този необичаен авиационен инцидент спечелва на самолета прякора „Гимли Глидър“.
Инцидентът е причинен от поредица от проблеми, като се започне с повреден сензор за индикатор за количеството гориво. Те имат висок процент на отказ в 767 и единственият наличен заместител също е нефункционален. Проблемът е регистриран, но по-късно екипът по поддръжката не разбира проблема и изключва резервния. Това изисква горивото да се измерва ръчно с помощта на капкова пръчка. Навигационният компютър изисква горивото да бъде въведено в килограми; въпреки това е приложено неправилно преобразуване от обем в маса, което кара пилотите и наземният екипаж да се съгласят, че има достатъчно гориво за пътуването. Самолетът превозва само 45% от необходимото гориво. Горивото на самолета свършва по средата на пътя до Едмънтън, където персоналът по поддръжката чака да инсталира работещ датчик, който е взет назаем от друга авиокомпания.
Разследващият съвет открива грешки в процедурите, обучението и ръководствата на „Еър Канада“. Той препоръча приемането на процедури за зареждане с гориво и други мерки за безопасност, които американските и европейските авиокомпании вече използват. Бордът също така препоръчва незабавното преобразуване на всички самолети на „Еър Канада“ от имперски единици в метрични единици, тъй като смесената флота е по-опасна от изцяло имперската или изцяло метричната флота.